# Tosbotn
Tosbotn est une localité du comté de Nordland, en Norvège.

## Géographie
Administrativement, Tosbotn fait partie de la kommune de Brønnøy.